# Passeport koweïtien
Le passeport koweïtien est un document de voyage international délivré aux ressortissants koweïtiens, et qui peut aussi servir de preuve de la citoyenneté koweïtienne. 

## Types de passeports
Il existe 3 principaux types de passeport koweïtien :
- Passeport ordinaire (bleu) : Passeport ordinaire, délivré aux citoyens koweïtiens pour les voyages internationaux.
- Passeports diplomatique (rouge) : délivrés à l'émir du pays, aux ministres, au président de l'Assemblée nationale, au vice-président, aux membres du corps diplomatique et consulaire, aux membres des missions des organismes de l'État du Koweït auprès de la communauté internationale, des homologues des membres du corps diplomatique et des attachés techniques de tous niveaux dans les missions diplomatiques à l'étranger et des membres délégués par l'État du Koweït auprès des principaux organes des Nations unies, à savoir l'Assemblée générale, le Conseil de sécurité , le Conseil économique et social, le Conseil de tutelle, la Cour internationale de Justice dans l'exercice de leur mission, les porteurs de faits, les anciens ministres de la diplomatie et des affaires étrangères
- Passeport spécial (vert) : délivré aux membres de la famille régnante Al-Sabah, aux membres de l'Assemblée nationale, aux ministres, aux ambassadeurs, et aux anciens ministres et ministres plénipotentiaires.
- Passeport Article 17 (gris): C'est un passeport délivré à la catégorie Bidoune, sans nationalité ou (peuple du désert du Koweït) sous certaines conditions telles que : études ou traitement. Il y a aussi des moments spécifiques pour le dépenser dans l'année et ces moments ne sont pas spécifiques ou ont une période spécifique, et ce passeport est caractérisé par moins de pages et ne porte pas les mêmes qualités diplomatiques que l'un des passeports précédents, comme le droit pour entrer dans les pays du Conseil de coopération, sauf (avec un visa) et il n'est pas exempté de (Visa) vers de nombreux pays dont les passeports précédents sont exemptés, comme la Turquie et bien d'autres.